# Bharati (Forschungsstation)
Koordinaten: 69° 24′ S, 76° 11′ O

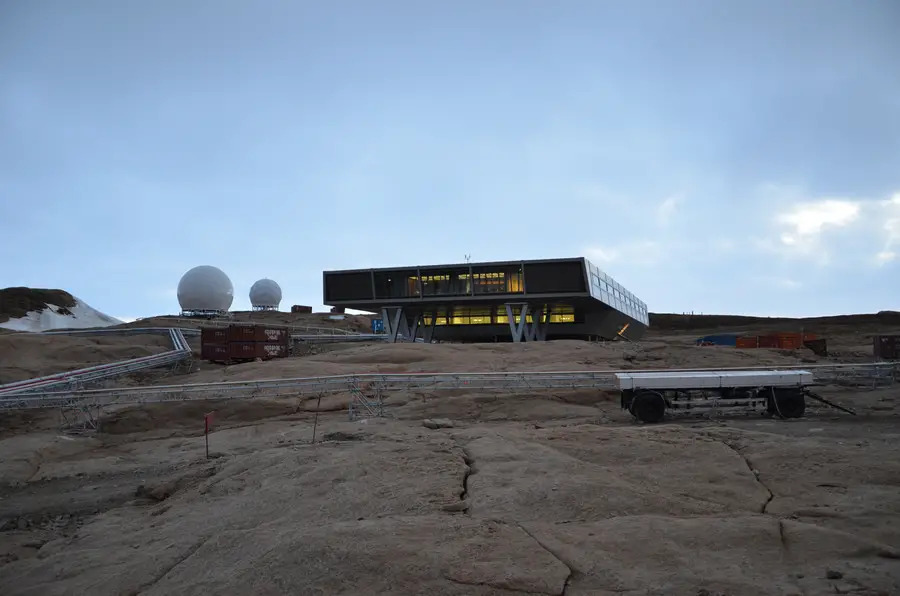
Bharati Antarktis Forschungsstation

Bharati ist eine ganzjährig von Indien in der Antarktis betriebene Forschungsstation. Es handelt sich um die dritte Antarktis-Forschungsanlage Indiens und neben Maitri eine von zwei aktiven indischen Forschungsstationen. Die ursprünglich erste von Indien betriebene Forschungsstation Dakshin Gangotri dient inzwischen als Versorgungsstation. Die Bharati-Station wurde im Bereich der Larsemann Hills auf 69°24.29'S, 76°11.14'O errichtet. Die Forschungsstation ist seit dem 18. März 2012 in Betrieb. Seit ihrer Fertigstellung ist Indien eines von neun Ländern mit mehreren Stationen innerhalb des Polarkreises. Bharatis Forschungsauftrag konzentriert sich auf ozeanographische Studien und das Phänomen des Kontinentalaufbruchs. Die Station hilft bei der Forschung, um das aktuelle Verständnis der geologischen Geschichte des indischen Subkontinents zu verfeinern. In verschiedenen Nachrichtenquellen wird die Station auch als „Bharathi“, „Bharti“ bezeichnet.

## Die Station
Das Projekt zur Errichtung des Geländes wurde von der Electronics Corporation of India Limited (ECIL) vom Nationalen Fernerkundungszentrum (NRSC) für einen Auftragswert von 27 Mio. USD durchgeführt, die Konstruktion des Gebäudes wurde von der deutschen Firma Kaefer Construction GmbH aus Bremerhaven durchgeführt. Das Stationsgebäude mit einer Grundfläche von 2162 Quadratmetern wurde in 127 Tagen mit in Deutschland und Tschechien vorkonstruierten Containern errichtet. Die Station kann insgesamt 72 Personen aufnehmen, 47 im Hauptgebäude das ganze Jahr über und weitere 25 in zusätzlichen Unterkünften im Sommer. Neben dem Hauptgebäude der Station gibt es noch ein Treibstofflager mit Tankstelle, eine Meerwasserpumpe und das Sommerlager.
Die Bharati-Station wird auch von der Indischen Weltraumforschungsorganisation (ISRO) für die Antarktis-Bodenstation für Erdbeobachtungssatelliten (AGEOS) genutzt, um Rohdaten von indischen Fernerkundungssatelliten (wie CARTOSAT-2, SCATSAT-1, RESOURCESAT-2/2A und CARTOSAT-1) zu empfangen und die Hochgeschwindigkeits-Satelliten-Rohdaten in Echtzeit von der Station an das NRSC in Hyderabad zu übertragen, wo die Bilder seit Mitte der 2010er Jahre verarbeitet werden.
Indien war die erste Nation, die Schiffscontainer als integralen Bestandteil der Konstruktion einer Antarktisstation einsetzte und so ihre Basis in Rekordzeit und -kosten errichtete.

## Entdeckungen und Erfolge
Im Januar 2017 entdeckte Felix Bast, einer der Wissenschaftler der 36. indischen Antarktis-Expedition, eine neue Moosart in Larsemann Hills, in der Nähe der Bharati-Forschungsstation, und gab ihr den Namen Bryum bharatiense.